# Malacato
Malacato, Jedno od plemena iz skupine Paltan govornika, porodica Jivaroan, koji su u kolonijalno vrijeme obitavali u južnom Ekvadoru, na području današnje provincije Loja. Malacatosi su govorili dijalektom jezika palta, i činili su jedan od pet cacicazgosa ili poglavištava Palta. 
Pleme Malacato poznato je najviše po tome što je među njima uočeno uspješno liječenje malarije za što su Indijanci koristili biljku “yara-chuccho” (Cinchona spp.), od koje se priprema kinin. Prvo opaženo uspješno liječenje izveo je 1630. njihov poglavica Pedro Leiva.

## Vanjske poveznice
- The secrets of the valley  Arhivirana inačica izvorne stranice od 14. ožujka 2008. (Wayback Machine)